# Albert Ier de Brunswick-Grubenhagen
Pour les articles homonymes, voir Albert Ier.
Albert Ier (vers 1339 – probablement en 1383) est duc de Brunswick-Lunebourg et prince de Grubenhagen de 1361 à sa mort.

## Éléments de biographie
Albert II est le fils d'Ernest Ier, à qui il succède à sa mort sur Grubenhagen et Salzderhelden avec ses frères Jean II (abdique en 1364), Ernest II (mort vers 1400/1405) et Frédéric (mort en 1420) d'Osterode am Harz et de Herzberg am Harz.

## Union et postérité
En 1371, il épouse Agnès (bg) (morte en 1410), fille de Magnus II de Brunswick-Lunebourg. Elle lui donne un fils, Éric, qui lui succède à sa mort.